# 灰背隼
灰背隼（学名：Falco columbarius），又名灰鹞子、朵子、鸽鹰，为隼科隼属的鸟类。一般生活于北半球有树的草原以及沿海的沙丘和悬崖。 在北美和歐亞大陸有許多亞種。這種曾在北美俗稱為鴿鷹的猛禽，繁殖於北方的新北界；部分會在冬季遷徙到亞熱帶和北方熱帶地區。雄性通常擁有53—58（21—23英寸）的翼展，雌性稍大一些。牠們是迅速的飛行者和熟練的獵手，專門捕食從麻雀到鵪鶉大小的小型鳥類。世紀以來，灰背隼一直被視為一種優秀的鷹獵鳥。在最近的幾十年裡，北美的灰背隼數量顯著增加，一些灰背隼已經適應了城市生活，甚至放棄了遷徙。

## 名稱學

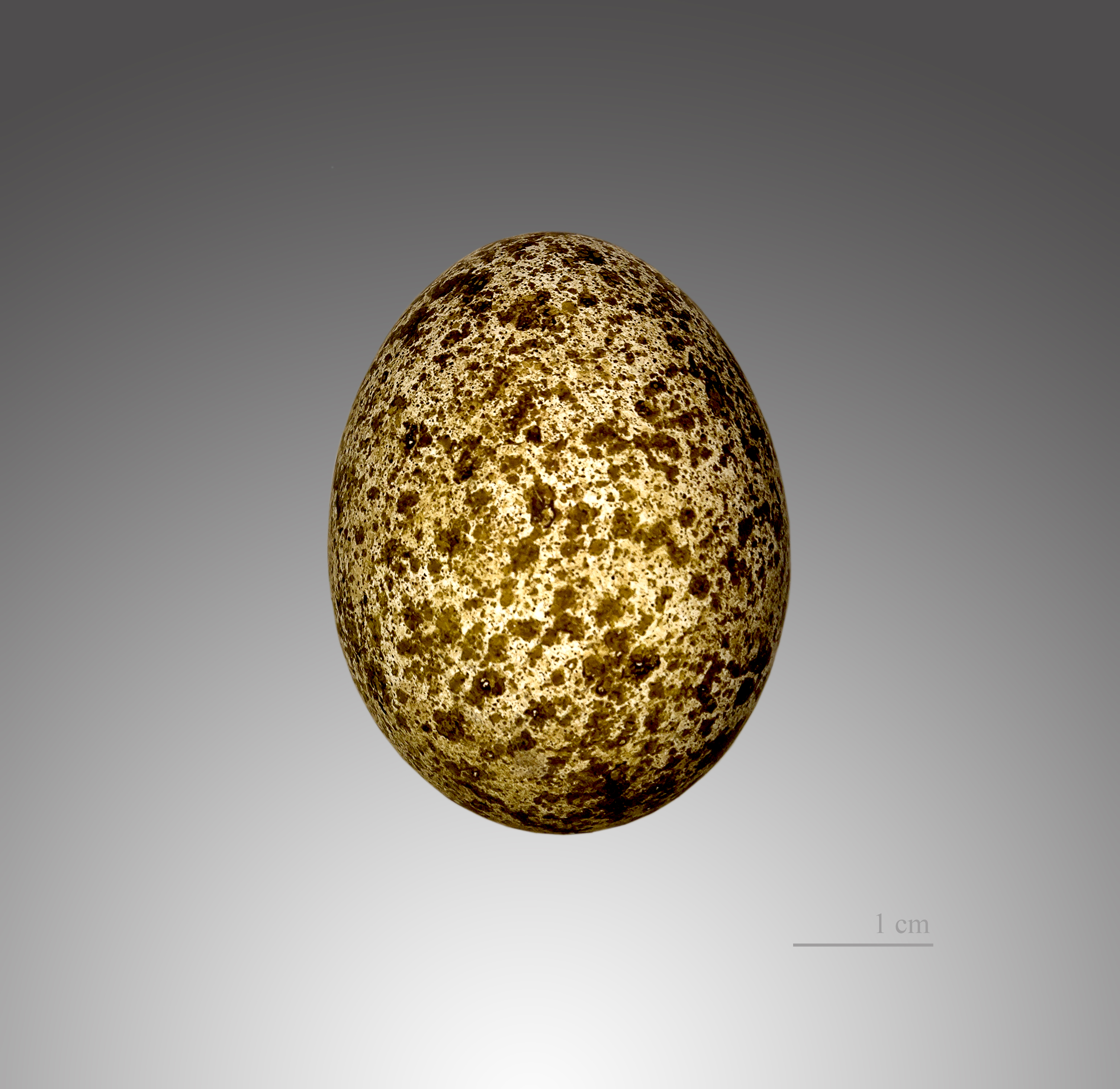
Falco columbarius

英國博物學家馬克·蓋茨比在他的《卡羅萊納、佛羅里達及巴哈馬島嶼的自然歷史》（Natural history of Carolina, Florida and the Bahama Islands）（於1729–1732年出版）中描述並繪製了灰背隼（當時稱為“鴿鷹”）。基於這一描述，1758年卡爾·林奈在他的自然系統中收錄了該物種，並在自然系統第十版中引入了現今的雙名法名稱Falco columbarius，並將模式產地定為“美洲”。屬名源自晚期拉丁語；falco來自falx，falcis，意指鳥的爪子像鐮刀。種名columbarius則是拉丁語中“鴿子”的意思，源自“columba”，即“鴿子”。在林奈描述的十三年後，馬馬杜克·坦斯托爾在他的《大英鳥類學》（Ornithologica Britannica）中將歐亞鳥類認定為一個獨立的分類群Falco aesalon。如果承認有兩個灰背隼物種，那麼舊世界的鳥類將會被賦予學名F. aesalon。
“灰背隼”這個名字源自古法語esmerillon，經由盎格魯-諾曼語merilun或meriliun演變而來。還有一些德語系詞彙來自更早的形式，如中古荷蘭語smeerle、古高地德語smerle和古冰島語smyrill。《威克里夫聖經》大約在1382年提到An Egle, & agriffyn, & a merlyon。此物種在北美曾被稱為“鴿鷹”。
儘管灰背隼與在亞瑟王傳說中著名的巫師梅林同名，但這種鳥類並非以巫師命名。巫師的名字是威爾士姓氏“Myrddin”的英語同源詞，與鳥名無關。
康乃爾鳥類學實驗室的鳥類辨識應用程式「Merlin Bird ID」即來自灰背隼的英語名字。

## 系統學
灰背隼的親緣關係尚未得到令人滿意的解決。無論是在大小、形狀還是顏色上，它在現存隼類中相當獨特。紅脖隼有時被認為與灰背隼的親緣關係比其他隼類更近，但這似乎只是由於相似的獵食習慣造成的巧合；最近的研究無法確認這一點。實際上，自上新世早期以來，灰背隼似乎代表了一條與其他現存隼類明顯不同的血統，大約可追溯至500萬年前（百萬年前）。根據生物地理學和DNA序列數據，灰背隼可能是隼屬（Falco）從歐洲到北美的一個古老的非單系群性演化輻射的一部分，與美洲隼F. sparvierus和侏隼F. femoralis及其近親等物種的祖先並列。曾經基於它們的表型相似性提出過與紅脖隼F. chicquera的關係，但如今這一觀點不被認為是可能的。

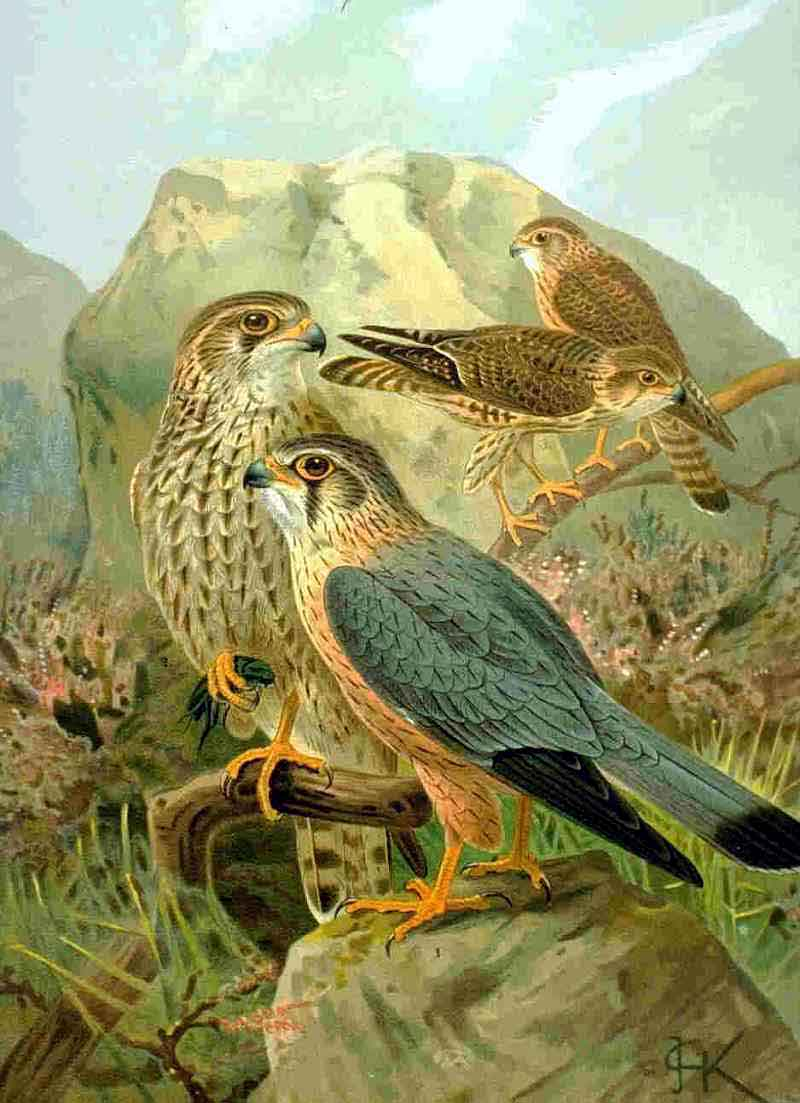
歐洲一個亞種「aesalon」。成鳥雄性(前)和雌鳥(後)

在這方面，早期布蘭坎期（4.3–4.8百萬年前）堪薩斯州雷克斯羅德地層的一種化石隼類被認為與灰背隼有關。這種化石隼類的右側喙骨（標本UMMP V29107）以及一些跗蹠骨、脛跗骨和肱骨的碎片（V27159、V57508-V57510、V57513-V57514）幾乎完整。這種史前隼類比灰背隼稍小，腳部似乎更健壯一些，但總體上非常相似。它是Fox Canyon和Rexroad Local Faunas的一部分，可能是現存灰背隼的祖先或近親。由於其年代幾乎可以確定早於歐亞灰背隼和北美灰背隼的分化，因此這種化石隼類支持了灰背隼血統起源於北美的觀點，或至少是北美的殖民化。隨著對生態棲位的適應，古代灰背隼可能再次擴散到歐亞大陸，隨著第四紀冰期期間白令陸橋和格陵蘭地區被冰封，基因流動因此中斷。

### 亞種
在大西洋兩岸都存在已久的灰背隼，其歐亞和北美族群之間的遺傳差異證明了這一點。可以說，牠們可能被認為是不同的物種，因為基因流動至少在一百萬年前就已停止，甚至可能更早。
總的來說，任一組的顏色變化都獨立地遵循格洛格氏定律。太平洋溫帶雨林亞種suckleyi的雄鳥背部幾乎均為黑色，腹部有明顯的黑色斑點，而最淡色的亞種pallidus幾乎沒有濃縮的黑色素，背部呈灰色，腹部呈紅色圖案。

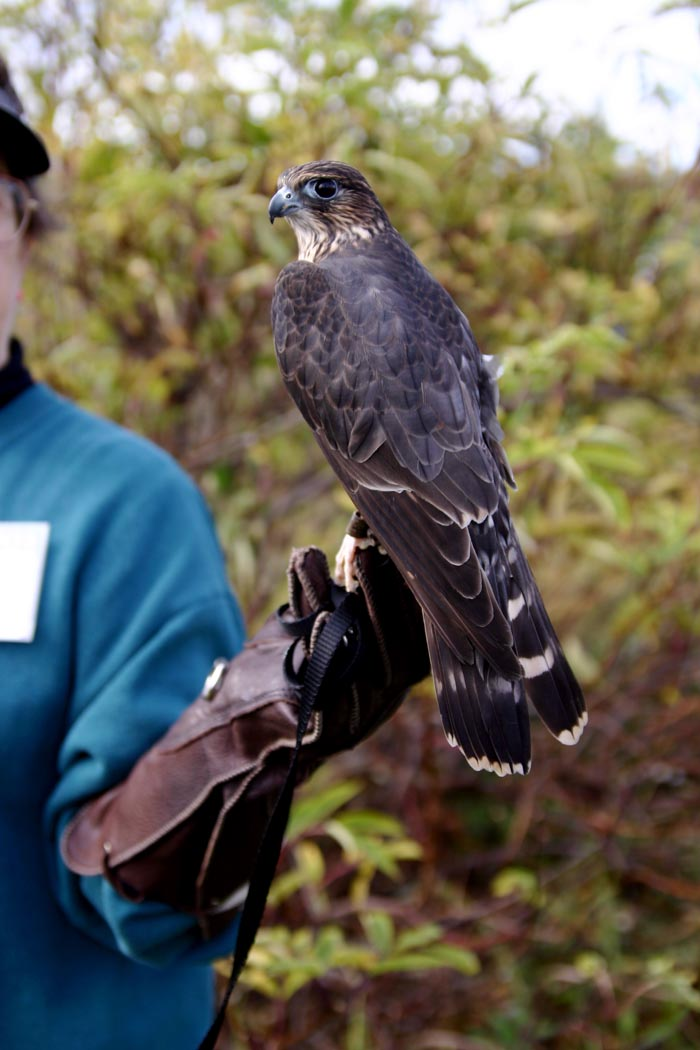
可能為沿海森林灰背隼（“F.c.suckelyi”），波特沼澤,安克拉治（阿拉斯加，美國)

歐亞群體（可能是独立物种Falco aeasalon）

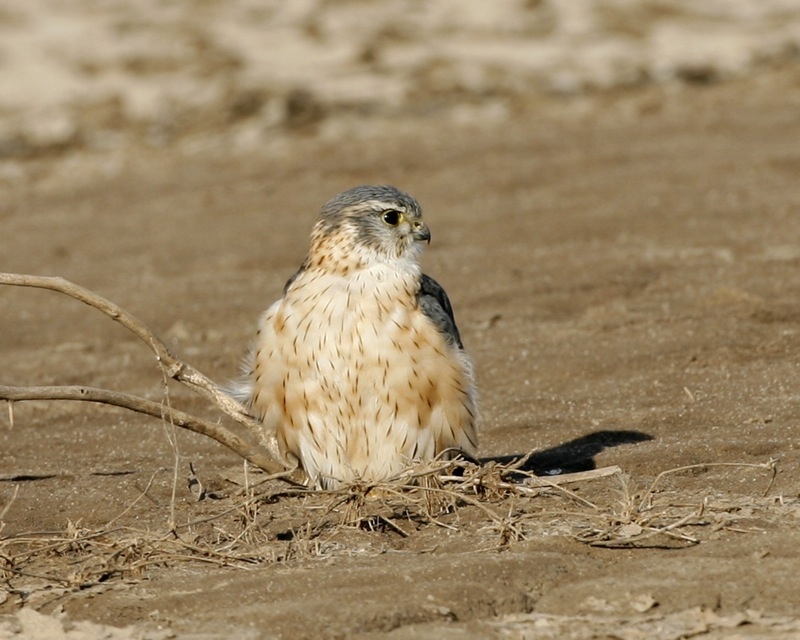
越冬雄鳥(大概是「F. c./a. pallidus」)卡奇小牧場鹽沼, 古吉拉特邦, 印度

- Falco columbarius/aesalon aesalon （Tunstall, 1771） – 歐亞灰背隼

分佈於北歐亞大陸，從不列顛群島經斯堪的納維亞到西伯利亞中部。北英國的族群顯示出來自subaesalon的基因流動證據。不列顛群島的族群為留鳥，其他則為侯鳥；冬季分佈於歐洲和地中海地區至伊朗附近。
- Falco columbarius/aesalon insignis （Clark, 1907） – 東西伯利亞灰背隼

分佈於從葉尼塞河到科雷馬河的西伯利亞地區。遷徙性，冬季分佈於東亞大陸。在中国大陆，分布于内蒙古、东北、河北、向西到甘肃、青海、四川、云南等地，候鸟。该物种的模式产地在韩国釜山。
- Falco columbarius/aesalon lymani (Bangs, 1913） – 中亞灰背隼

分佈於東哈薩克斯坦及周邊國家的山脈。短距離遷徙。在中国大陆，分布于新疆、青海等地，候鸟。该物种的模式产地在新疆。
- Falco columbarius/aesalon pacificus （Stegmann, 1929） – 太平洋灰背隼

分佈於俄羅斯遠東地區至庫頁島。遷徙性，冬季分佈於日本、韓國及鄰近地區。在中国大陆，分布于内蒙古、河北、福建等地，候鸟。该物种的模式产地在东西伯利亚。
- Falco columbarius/aesalon pallidus （Sushkin, 1900） – 蒼白灰背隼, 草原灰背隼

分佈於亞洲的草原，從鹹海到阿爾泰山脈。遷徙性，冬季分佈於中亞南部和南亞北部。，在中国大陆，分布于西藏等地，候鸟。该物种的模式产地在吉尔吉斯草原西部。
- Falco columbarius/aesalon subaesalon (C.L. Brehm, 1827） – 冰島灰背隼, smyril （法羅語），smyrill （冰島語）

分佈於冰島和法羅群島。後者族群與aesalon有些許基因流動。定居性（部分冬季擴散）。
美洲群體
- Falco columbarius columbarius （Linnaeus, 1758） – 泰加灰背隼, 北方森林灰背隼, 凍原灰背隼

分佈於加拿大和位於落基山脈以東的美國最北端。遷徙性，冬季分佈於北美南部、中美洲、加勒比海和南美洲北部從蓋亞那到安第斯山脈北坡的地區。少數在美國北部越冬。
- Falco columbarius richardsonii (Ridgway, 1871） – 草原灰背隼

分佈於從亞伯達省到懷俄明州的大平原。定居性（部分冬季擴散）。
- Falco columbarius suckleyi （Ridgway, 1873） – 黑色灰背隼, 沿海森林灰背隼

分佈於北美太平洋海岸，從阿拉斯加南部到華盛頓州北部。定居性（部分高度遷移）。

## 描述

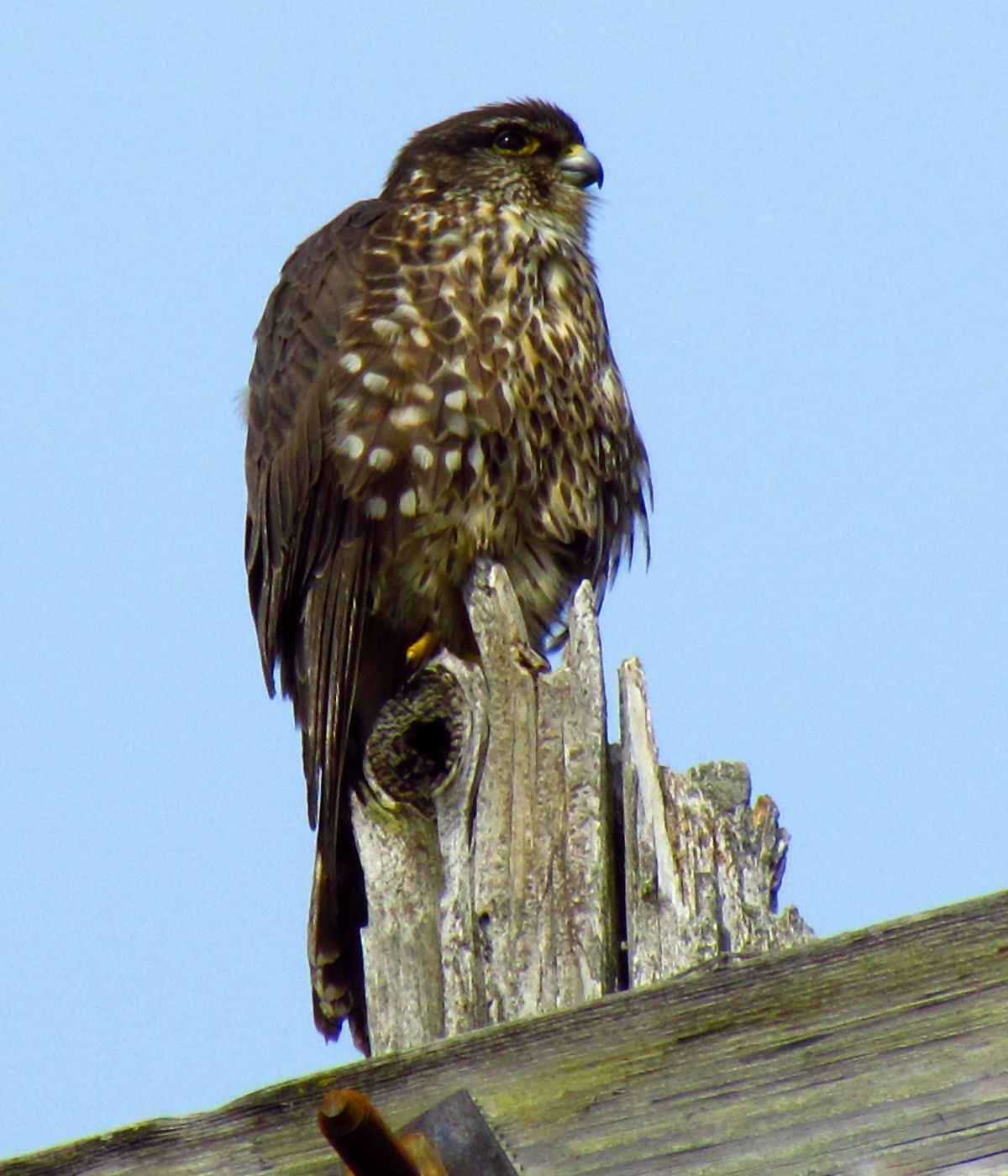
亞成鳥, F. c. columbarius

灰背隼身長24—33 cm（9.4—13.0英寸），翼展50—73 cm（20—29英寸）。與大多數其他小型隼類相比，牠更為健壯。雄性平均約重165 g（5.8 oz），雌性則約230 g（8.1 oz）。然而，牠們在整個分佈範圍內存在相當大的變異，尤其是在遷徙族群中，這種變異在一年內尤為明顯。因此，成鳥雄性體重可能達到125—210 g（4.4—7.4 oz），而雌性則達到190—300 g（6.7—10.6 oz）。每隻翅膀長度為18.2—23.8 cm（7.2—9.4英寸），尾長12.7—18.5 cm（5.0—7.3英寸），跗跖骨長3.7 cm（1.5英寸）。這種兩性異形在猛禽中很常見；它使雄性和雌性能夠獵捕不同的獵物，並減少餵養一對配偶所需的領地面積。
雄性灰背隼的背部呈藍灰色，不同亞種之間從幾乎黑色到銀色-灰色不等。牠的腹部呈淡黃褐色至橙色，並且有或多或少的黑色至紅棕色斑紋。雌性和未成熟的灰背隼背部為灰褐色至深棕色，腹部為帶棕色斑點的白色淡黃褐色。除了淡弱的白色眉線和幾乎看不見的暗色頰條紋外，灰背隼的臉部花紋比大多數其他隼類要弱。雛鳥覆蓋著淡黃褐色的絨毛，腹部漸變為白色。

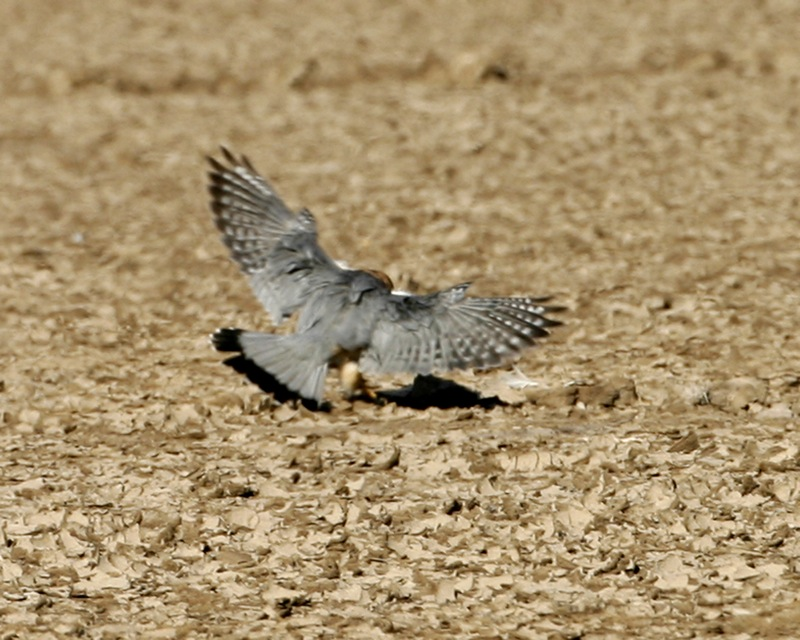
越冬雄鳥背部（大概是「F. c./a. pallidus」）卡奇小牧場鹽沼, 古吉拉特邦, 印度

初級飛羽呈黑色，尾部通常有三到四條寬大的黑色條紋。非常淡色的雄鳥只有模糊而狹窄的中灰色條紋，而在最深色的鳥中，條紋非常寬，使得尾巴看起來有窄的淡色條紋。然而，無論是哪種顏色，尾端都是黑色的，末端有一條狹窄的白色條紋，這種模式可能是所有隼類的原始性狀。總的來說，尾巴的花紋非常獨特，僅類似於侏隼（F. berigora）和（在淡色灰背隼中）一些典型的紅隼。眼睛和喙為深色，喙上有黃色蠟膜。腳也是黃色的，爪子為黑色。
淡色美洲雄性可能類似於美國隼（F. sparverius，這不是典型的紅隼），但灰背隼雄性有灰色的背部和尾巴，而紅隼則為紅棕色。淡色歐洲雄性可通過其主要棕色的翅膀區分於紅隼。在南亞北部，越冬的雄鳥可能會與紅脖隼混淆（F. chicquera），如果牠們飛離觀察者，且頭部（紅色頂部在F. chicquera）和腹部（黑色細條紋在F. chicquera）不可見。

## 生態
灰背隼棲息於相當開闊的地區，如柳樹或樺樹灌叢、灌木叢，但也包括針葉林、公園、草原如草原和大草原，或高地. 它們對棲地的要求不高，從海平面到林木線都可以找到牠們。總的來說，牠們偏好低到中高度植被與一些樹木混合的環境，並避免茂密的森林以及無樹木的乾旱地區。不過在遷徙期間，牠們會利用幾乎任何棲地。
大部分族群是遷徙性的，會在冬季前往較溫暖的地區。北歐的鳥類會遷徙到南歐洲和北非，而北美的族群則遷徙到美國南部和南美洲北部。在繁殖區的溫和海洋性氣候地區，如不列顛、太平洋西北地區和冰島西部以及中亞，牠們在冬季僅會離開高地，移居到海岸和低地。繁殖地的遷徙從二月底開始，大多數鳥類在三月和四月經過美國、中歐和俄羅斯南部，最後的落後者在五月底到達繁殖區。遷徙到冬季棲地，至少在歐亞地區的高峰期是在八月/九月，而例如在俄亥俄州，位於繁殖區以南的F. c. columbarius通常會在九月/十月才作為南下的遷徙者被記錄到。 在歐洲，灰背隼在冬季經常與灰澤鵟（Circus cyaneus）共同棲息。在北美，群居棲息較為罕見。

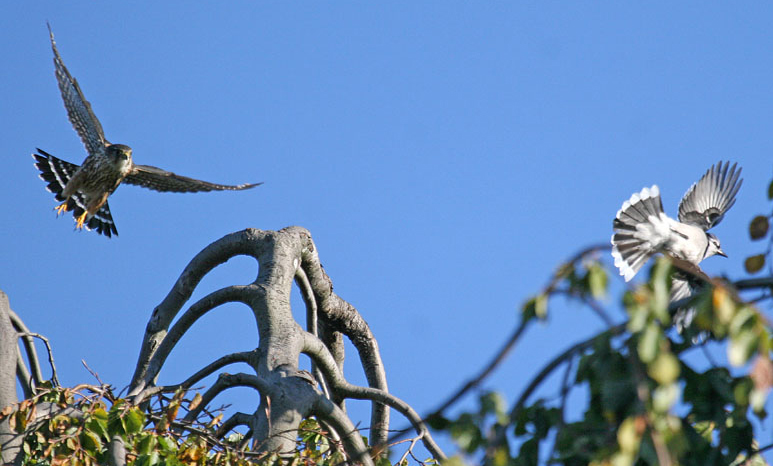
F. c. columbarius狩獵冠藍鴉 (Cyanocitta cristata bromia),
奧本山公墓,麻薩諸塞州,美國

灰背隼依賴速度和敏捷來捕獵。牠們通常快速低空飛行，通常低於1米（3.3英尺），利用樹木和大灌木叢出其不意地捕獵。不過，牠們實際上大多數獵物都是在空中捕捉的，並會追逐受驚的鳥類。灰背隼是其原生範圍內最能幹的小到中型鳥類的空中捕食者之一，甚至比偏好在空中攻擊的較大燕隼和通常追捕躲在茂密植被中的鳥類的鷹更為多變。繁殖期的配對經常協同狩獵，一隻鳥會驚嚇獵物朝牠的伴侶飛去。
灰背隼會很樂意捕捉被其他原因驚嚇的獵物，例如可以看到牠們跟隨銳鷹（Accipiter striatus）捕捉從這種伏擊捕食者處逃到空中的鳥類。牠們相當無所畏懼，會攻擊任何顯眼移動的東西。甚至有觀察到灰背隼試圖「捕捉」汽車和火車，以及捕食被鳥類學家使用的霧網捕捉到的鳥類。即使在不利的情況下，牠們也能成功捕獲大約20次中的一次，而在良好的情況下，幾乎每次攻擊都會成功。有時候，灰背隼會儲存食物以備後用。
尤其在繁殖季節，大部分獵物是體重為10—40 g（0.35—1.41 oz）的小鳥。幾乎任何此類物種都會被捕捉，根據當地的豐度偏好，例如雲雀（Alaudidae）、鷚（Anthus）、雀科（Fringillidae）、家麻雀（Passer domesticus）、其他麻雀科（Passeridae）、穗䳭（Oenanthe oenanthe）、鶇屬（Turdus）、戴菊（Regulidae）或鵐（Emberiza）—而缺乏經驗的一年鳥一般最受青睞。較小的鳥類通常會盡可能避開捕獵中的灰背隼。在開曼群島（牠們只在冬季出現），曾觀察到蕉森鶯因無法逃脫灰背隼的襲擊，似乎因心臟病或中風死亡，未受實質傷害。
較大的鳥類（例如鷸科、撲翅鴷屬、其他啄木鳥、雷鳥、其他松雞、鴨子甚至是與灰背隼同樣重的岩鴿）和其他動物—昆蟲（尤其是蜻蜓、蛾、蝗蟲、蝴蝶和甲蟲）、小型哺乳動物（尤其是蝙蝠、鼩鼱、兔子、田鼠、旅鼠和其他小型囓齒類）、爬行動物（如蜥蜴和蛇）及兩棲動物—補充了牠們的飲食。這些在繁殖季節之外變得更加重要，當時牠們可能構成了灰背隼飲食的相當一部分。例如在挪威，儘管小鳥無疑是灰背隼繁殖期的主要食物，出色的繁殖成功似乎需要大量的田鼠屬田鼠。
鴉科鳥類是灰背隼蛋和雛鳥的主要威脅。成年灰背隼可能會被較大的猛禽捕食，尤其是游隼（F. peregrinus）、鵰鴞（如大鵰鴞Bubo virginianus）和較大的鷹屬鷹（如蒼鷹A. gentilis）。然而，通常情況下，肉食性鳥類會避免灰背隼，因為牠們的攻擊性和敏捷性。牠們驅逐較大猛禽出自己領地的渴望非常強烈，以至於成為辨識牠們的一個特徵。引用一本流行的猛禽觀察參考書中的一句話：「觀察者可以利用這種攻擊性傾向作為識別的目的和檢測的手段。高飛的灰背隼經常因為猛烈地騷擾其他猛禽（即使是像金雕這樣的大型猛禽）而暴露自己並與其他鳥類區分開來。」

### 繁殖

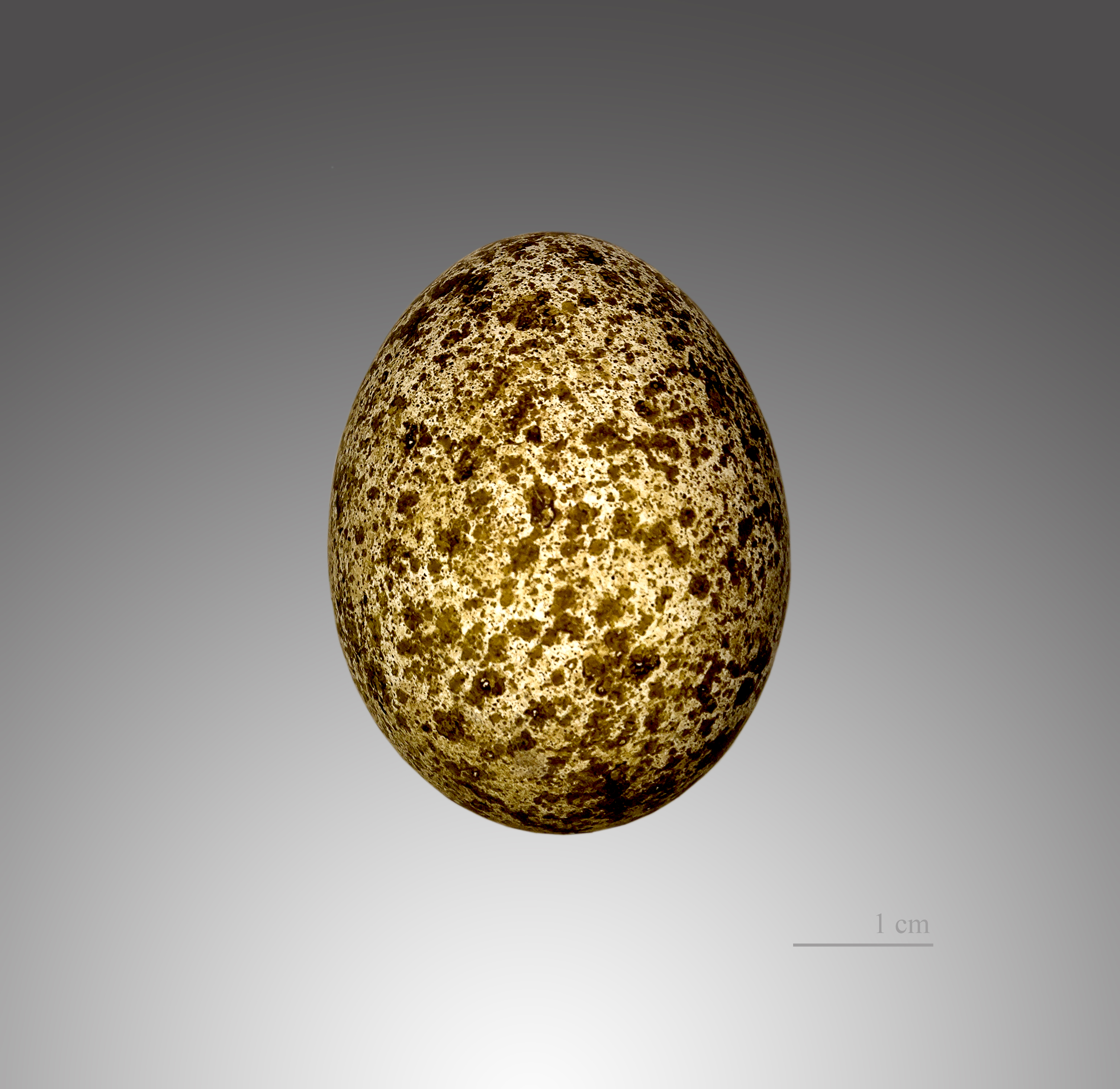
Falco columbarius 蛋

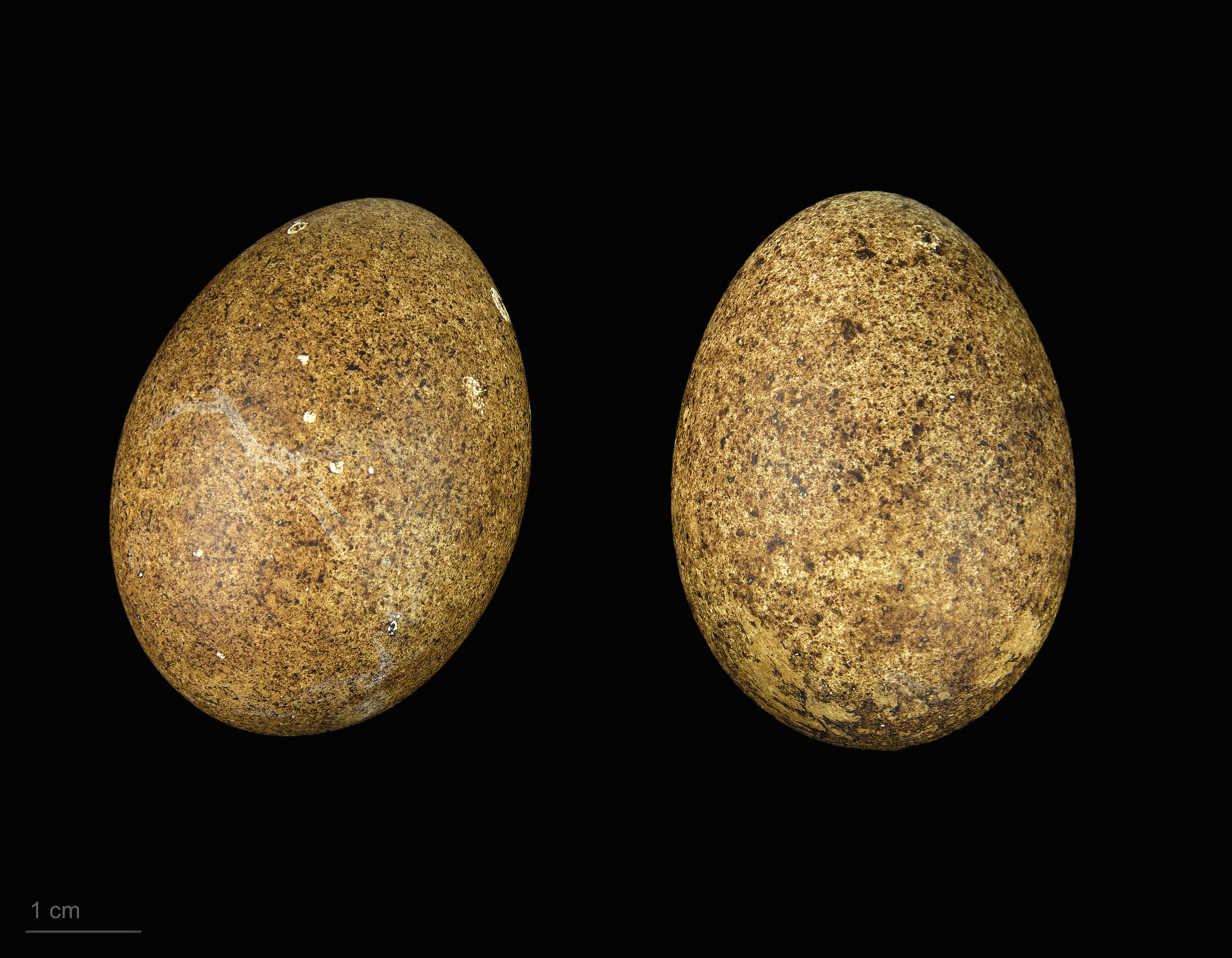
Falco columbarius subaesalon - 土魯斯博物館

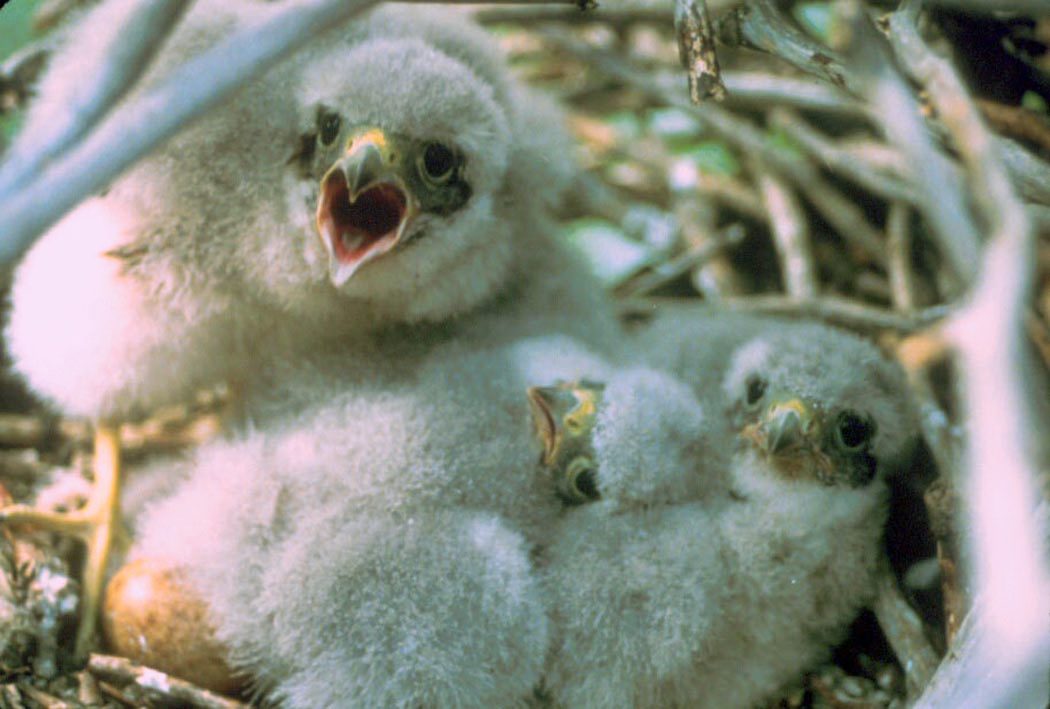
雛鳥

繁殖通常發生在五月或六月。雖然配偶至少在一個繁殖季節內是單配偶制的，但也有記錄到配偶之外的交配。大多數巢址都有密集的植被或岩石覆蓋；灰背隼不會自己搭建合適的巢。大多數情況下會使用廢棄的鴉科（尤其是鴉屬烏鴉和喜鵲屬喜鵲）或鷹巢，這些巢位於針葉樹或混合樹林中。在高地——尤其是在英國——雌鳥通常會在密集的杜鵑花科中挖一個淺坑作為巢穴。其他的則會在懸崖表面和地面上的裂縫中築巢，有些甚至會使用建築物。
雌鳥會產下三到六顆（通常是四到五顆）蛋。帶有鐵銹色斑點的蛋平均約為40 mm × 31.5 mm（1.57英寸 × 1.24英寸）孵化期為28至32天。孵化主要由雌鳥進行，約占90%；雄鳥則負責捕獵以餵養家庭。雛鳥出生時重約13 g（0.46 oz）  小鳥大約在30天左右羽翼豐滿，並在接下來的四周內依賴父母。有時第一年的灰背隼（尤其是雄鳥）會作為成鳥配對的「巢助手」。超過一半——經常是全部或幾乎全部——的一巢蛋能成功孵化，並且至少有三分之二的孵化小鳥能羽翼豐滿。然而，如前所述，在食物不足的年份中，只有三分之一的幼鳥能存活至羽翼豐滿。灰背隼在一歲時達到性成熟，並且通常會立即嘗試繁殖。至2009年，已知最年長的野生灰背隼在其第13個冬天被記錄到。

## 與人類的關係

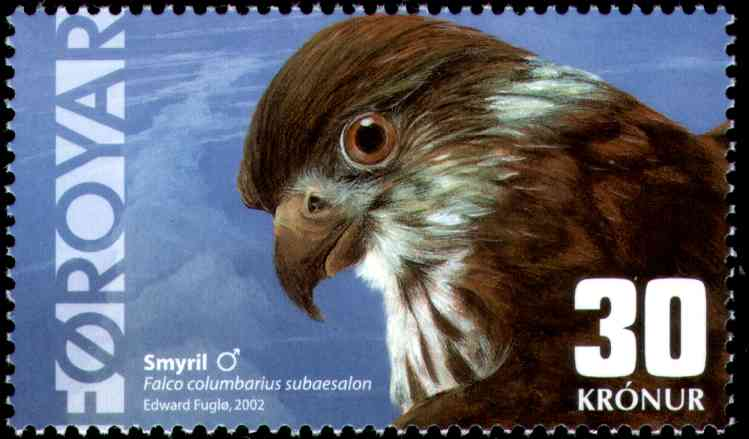
Edward Fuglø 設計的這枚 法羅群島 郵票上印有雄性“smyril”

約翰·詹姆斯·奧杜邦在第二版《美國鳥類》（1827–38年在倫敦出版）中以第75號圖板插圖描繪了灰背隼，標題為「Le Petit Caporal – Falco temerarius」。該圖像由羅伯特·哈維爾的倫敦工作室雕刻並上色。奧杜邦的原始水彩畫由紐約歷史學會購買，至2009年1月仍保存在該處。
威廉·李文在其於1789年在倫敦出版的《英國的鳥類和它們的蛋》（Birds of Great Britain and their Eggs）第一卷第22號圖板中描繪了灰背隼。

### 獵鷹術中的應用
在中世紀的歐洲，灰背隼在獵鷹術中頗受歡迎：《聖奧爾本斯之書》將其列為「貴婦的鷹」，該書中提到其因經典的「環飛」（快速盤旋上升）而追捕英國雲雀。 雖然灰背隼的體積僅略大於美國隼，但其重量平均約大三分之一到一半，這些額外的重量主要是額外的肌肉，賦予其比紅隼更大的速度和耐力。 與美國隼一樣，灰背隼為現代獵鷹者提供了全年狩獵麻雀和椋鳥的能力，在城市環境中不需要大片土地或狩獵犬，並且能在狩獵季節中可靠地捕獲小型狩獵鳥類如鴿子和鵪鶉。一隻大型且異常具有攻擊性的雌灰背隼甚至可以捕捉到像鴿子這樣大的獵物，有時甚至是小型鴨子。 牠們還提供了一種令人興奮的飛行方式，通常距離比大型獵鷹更近，獵鷹者可以更清楚地目睹和享受。除了像美國隼那樣的水平尾追之外，牠們還會追逐那些試圖通過攀升逃脫的獵物，並以大型獵鷹的方式對下方的獵物進行高速俯衝。引用一本流行的獵鷹書籍中關於灰背隼熱衷於追逐擺動誘餌的句子：「每次俯衝、超越、躲避和空中機動動作都能在不丟失鷹的情況下完全重現。經常被誘餌飛行的灰背隼捕獲大多數的野外獵物如此輕鬆和自信，以至於田野飛行變得不那麼有趣和刺激。」
專家獵鷹人馬修·穆勒尼克斯在他的著作《現代獵鷹術中的美國隼》中的一篇文章中比較美國隼和灰背隼，他說：「灰背隼給你的是原始的力量：大量的力量。它具備消除風作為因素的能力，以極快的速度保持空中，然後隨時進一步加速以獲得更多性能。一隻灰背隼可以支配整個驚恐鳥群，像梭魚一樣引導其命運，並且原因完全一樣。灰背隼展示了對其環境的完全掌控。」 關於這兩個物種的適合獵物，他說：「對於鷸、鴿子、鵪鶉和開闊地區的麻雀，灰背隼是最合適的。對於大多數黑鳥（擬黃鸝科Icteridae），這兩種獵鷹都能證明有效。椋鳥在近距離內對紅隼極為脆弱；但在開闊地區則是灰背隼的最佳獵物。」

### 狀態與保育

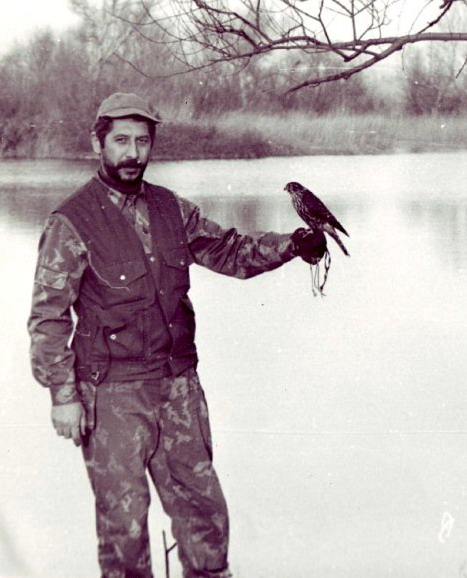
獵人與訓練有素的灰背隼，Jandari 湖，格魯吉亞蘇維埃社會主義共和國，1979 年 11 月

總體來說，灰背隼並不特別罕見，由於其廣泛的分布範圍，IUCN將其列為無危物種。 除了在其分布範圍內的亞洲部分，情況較不明確外，其數量在其他地區是定期普查的。在其分布的幾乎每個主要國家，都發現有數百到數千隻，從白俄羅斯的「僅僅」250–300對到1993年在歐洲俄羅斯可能多達30,000對aesalon。它被列入CITES附錄II，並在地方層面上受到與其他猛禽類似的保護；雖然一些國家允許捕捉灰背隼，例如用於獵鷹術，但國際貿易需要出口許可證。
目前對這些鳥類來說最嚴重的長期威脅是棲地破壞，尤其是在其繁殖區。高地上的地面巢群偏愛高大的杜鵑花科植物，因此容易受到過度管理的影響，比如焚燒大片地區，而不是創造包含新老植被的棲地馬賽克。儘管如此，灰背隼相當適應性強（可適應多種環境條件），即使在有人居住的地區也能生存，只要那裡有適當的低矮和高大的植被混合體，以及充足的獵物（通常情況下是如此）和巢址（這通常是個限制因素）。
在北美，該物種似乎過去分布更廣泛，或者其分布範圍可能已經向北移動：F. c. columbarius在20世紀之前，俄亥俄州曾是不常見的繁殖鳥類，但在瑟內薩縣，早在1900年代，即使是單隻成鳥在繁殖季節也很少見到。如今，它在俄亥俄州作為遷徙過境鳥類出現，偶爾作為冬季客居鳥，但最近確認了兩次繁殖。俄亥俄州的土地利用變化主要將森林轉變為農業用地，因此不太可能使該地區對灰背隼變得不適宜；另一方面，考慮到灰背隼基本上是一種副極地氣候地區物種，幾乎不會進入溫帶氣候，全球變暖作為一個原因不能被排除。此外，可能在20世紀期間，冬季在美國北部過冬的灰背隼數量有所增加。
或許對個體而言，最常見的意外死亡原因是與人造物體的碰撞，尤其是在攻擊過程中。這可能佔了將近一半的灰背隼早逝原因。在1960年代和1970年代，由於有機氯農藥（特別是在加拿大）導致蛋殼變薄和隨後的繁殖失敗，以及削弱了成鳥的免疫系統，使其數量下降。自此之後，對滴滴涕及類似化學物質的使用限制已經改善了這一情況，並且數量已經恢復。總的來看，全球範圍內灰背隼的數量似乎是穩定的；雖然在某些地方可能會暫時下降，但最終通常會再次增加，這表明這種現象是由上述補充食物庫的波動引起的。

## 保护
- 中国国家重点保护动物等级：二级